# Acetilcisteïna
L'acetilcisteïna és un fàrmac per al tractament de la sobredosi de paracetamol i per a estovar el moc en individus amb fibrosi cística o la malaltia pulmonar obstructiva crònica. pot ser presvia oral, intravenós o inhalat. Algunes persones l'usen com a complement dietètic.
Els efectes secundaris comuns inclouen nàusea i vòmits quan es prenen via oral. Funciona incrementant els nivells de glutationa i enllaçant amb els productes de la degradació del paracetamol.